# Flisar
Flisar je priimek v Sloveniji, ki ga je po podatkih Statističnega urada Republike Slovenije na dan 1. januarja 2010 uporabljalo 469 oseb in je med vsemi priimki po pogostosti uporabe uvrščen na 676. mesto.

## Znani nosilci priimka
- Alojz Flisar, policist in veteran vojne za Slovenijo
- Dragan Flisar, novinar, liter.?
- Evald Flisar (*1945), književnik (pisatelj, dramatik, pesnik, esejist), prevajalec in urednik
- Filip Flisar (*1987), smučar prostega sloga - smučarski kros
- Frank Flisar (1918—2005), slovenski evangelistični pastor v ZDA
- Janoš Flisar (1856—1947), madžarsko-slovenski pisatelj, pesnik, prevajalec, učitelj
- Ludvik (Lali) Flisar, tiskar
- Matjaš Flisar, župnik na Ogrskem (ok. 1800)
- Nino Flisar (*1975), pesnik, prevajalec, publicist, urednik, iterarni organizator
- Štefan Flisar (*1951), pesnik